# Sonora aemula
Espèce
Synonymes
- Procinura aemula Cope, 1879

Statut de conservation UICN

 NT  : Quasi menacé
Sonora aemula  est une espèce de serpents de la famille des Colubridae.

## Répartition
Cette espèce est endémique du Sud de l'État de Chihuahua au Mexique.

## Publication originale
- Cope, 1879 : Eleventh contribution to the herpetology of tropical America. Proceedings of the American Philosophical Society, vol. 18, p. 261–277 (texte intégral).